# Kompania graniczna KOP „Białozórka”

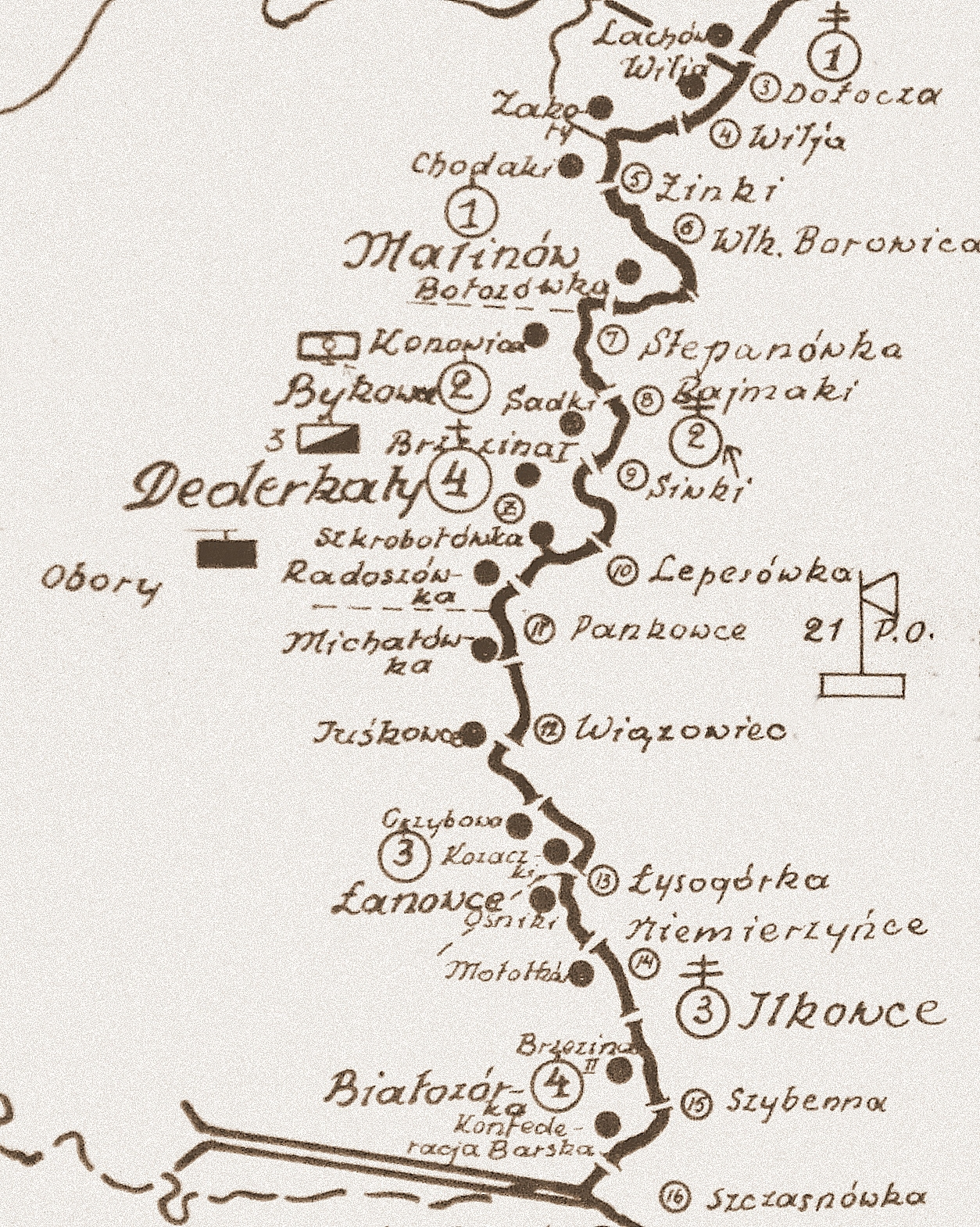
Rozmieszczenie batalionu KOP „Dederkały” w 1931

Kompania graniczna KOP „Białozórka” – pododdział graniczny Korpusu Ochrony Pogranicza pełniący służbę ochronną na granicy polsko-radzieckiej.

## Geneza
Do czasu zakończenia wojny polsko-bolszewickiej, czyli do jesieni 1920, wschodnią granicę państwa polskiego wyznaczała linia frontu. Dopiero zarządzeniem z 6 listopada 1920 utworzono Kordon Graniczny Ministerstwa Spraw Wojskowych. W połowie stycznia 1921 zmodyfikowano formę ochrony granicy i rozpoczęto organizowanie Kordonu Granicznego Naczelnego Dowództwa WP. Obsadzony on miał być przez żandarmerię polową i oddziały wojskowe. Latem 1921 ochronę granicy wschodniej postanowiło powierzyć Batalionom Celnym. W Łanowcach rozmieszczono dowództwo i pododdziały sztabowe 25 batalionu celnego, a jego 3 kompania stacjonowała w Białozórce. 
W drugiej połowie 1922 przeprowadzono kolejną reorganizację organów strzegących granicy wschodniej. 1 września 1922 bataliony celne przemianowano na bataliony Straży Granicznej. W rejonie odpowiedzialności przyszłej kompanii granicznej KOP „Druskienniki” służbę graniczną pełniły pododdziały 41 batalionu Straży Granicznej. 
Już w następnym zlikwidowano Straż Graniczną, a z dniem 1 lipca 1923 pełnienie służby granicznej na wschodnich rubieżach powierzono Policji Państwowej. 
W sierpniu 1924 podjęto uchwałę o powołaniu Korpusu Ochrony Pogranicza – formacji zorganizowanej na wzór wojskowy, a będącej w etacie Ministerstwa Spraw Wewnętrznych.

## Formowanie i zmiany organizacyjne
Na podstawie rozkazu szefa Sztabu Generalnego L. dz. 12044/O.de B./24 z 27 września 1924, w pierwszym etapie organizacji Korpusu Ochrony Pogranicza sformowano 4 batalion graniczny, a w jego składzie 33 kompanię graniczną KOP „Białozórka”.
W 1939 4 kompania graniczna KOP „Białozórka” podlegała dowódcy batalionu KOP „Dederkały”.

## Służba graniczna
Podstawową jednostką taktyczną Korpusu Ochrony Pogranicza przeznaczoną do pełnienia służby ochronnej był batalion graniczny. Odcinek batalionu dzielił się na pododcinki kompanii, a te z kolei na pododcinki strażnic, które były „zasadniczymi jednostkami pełniącymi służbę ochronną”, w sile półplutonu. Służba ochronna pełniona była systemem zmiennym, polegającym na stałym patrolowaniu strefy nadgranicznej i tyłowej, wystawianiu posterunków alarmowych, obserwacyjnych i kontrolnych stałych, patrolowaniu i organizowaniu zasadzek w miejscach rozpoznanych jako niebezpieczne, kontrolowaniu dokumentów i zatrzymywaniu osób podejrzanych, a także utrzymywaniu ścisłej łączności między oddziałami i władzami administracyjnymi. Miejscowość, w którym stacjonowała kompania graniczna, posiadała status garnizonu Korpusu Ochrony Pogranicza.
4 kompania graniczna „Białozórka” w 1934 ochraniała odcinek granicy państwowej szerokości 20 kilometrów 37 metrów. Po stronie sowieckiej granicę ochraniały zastawy „Łysogórka”, „Niemierzyńce” i „Szybenna” z komendantury „Ilkowce” .
Wydarzenia:
- W meldunku sytuacyjnym z 27 stycznia 1925 napisano:

Na pododcinku kompanii w rejonie strażnicy 132 przytrzymano dwóch przemytników.
Kompanie sąsiednie:
- 3 kompania graniczna KOP „Łanowce” ⇔ 3 kompania graniczna KOP „Toki” – 1928[17], 1929[18], 1931[15] , 1932[19], 1934[20] 1938[21]

## Struktura organizacyjna
| Struktura organizacyjna kompanii granicznej KOP „Białozórka” |                                                  |                                |
| Lata                                                         | 1928 – 1938                                      | 17 września 1939               |
| Strażnice                                                    | strażnica KOP „Ośniki”                           | 1 strażnica KOP „Ośniki”       |
| Strażnice                                                    | strażnica KOP „Mołotków”                         | 2 strażnica KOP „Mołotków”     |
| Strażnice                                                    | strażnica KOP „Brzezina”                         | 3 strażnica KOP „Brzezina”     |
| Strażnice                                                    | strażnica KOP „Puzichów” → „Konfederacja Barska” | 4 strażnica KOP „Konfederacja” |
| Inne                                                         |                                                  | pluton odwodowy                |

## Dowódcy kompanii
- kpt. Stanisław Wolnowski (był XI 1927 − 1 VIII 1928)[29] [30]
- kpt. Stanisław Techmański (1 VIII 1928 − 28 IX 1928 → dyspozycja dowódcy batalionu)[29]
- kpt. Franciszek Michał Löwi (28 IX 1928 − był 30 IV 1930)[29] [30] [g]
- kpt. Jan Brachaczek (10 III 1931 − 2 VII 1934)[29]
- kpt. Antoni Przybylski (3 VII 1934 − 26 IX 1934 → zawieszony w czynnościach (75% uposażenia))[29] [30]
- w.z. por. Wacław Ligęziński (26 IX 1934 − III 1935 )[29]
- kpt. Antoni Przybylski (III 1935 - X 1935)[30]
- p.o. por. Wacław Ligęziński (XI 1935 − VII 1936)[30]
- kpt. Marian Kucharski (VIII 1936 – 13 XII 1936)[30]
- kpt. Włodzimierz Pałucki (13 XII 1936 – X 1938)[30]
- kpt. Tadeusz Naróg (XI 1938 – był V 1939)[30]
- por. Marian Kowalewski (1939)